# Цереквиця (Нижньосілезьке воєводство)
Цереквиця (пол. Cerekwica) — село в Польщі, у гміні Тшебниця Тшебницького повіту Нижньосілезького воєводства.
Населення — 398 осіб (2011).
У 1975-1998 роках село належало до Вроцлавського воєводства.

## Демографія
Демографічна структура станом на 31 березня 2011 року:
|          | Загалом | Допрацездатний вік | Працездатний вік | Постпрацездатний вік |
| -------- | ------- | ------------------ | ---------------- | -------------------- |
| Чоловіки | 198     | 44                 | 140              | 14                   |
| Жінки    | 200     | 48                 | 119              | 33                   |
| Разом    | 398     | 92                 | 259              | 47                   |